# سلیمان ابولیلا پاشا
سلیمان ابولیلا پاشا حاکم بین‌النهرین (عراق کنونی) از ۱۷۴۹ تا ۱۷۶۲ در اوایل دوره مملوک بود.